# Vladimír Smutný
Vladimír Smutný (ur. 13 lipca 1942 w Pradze, zm. 7 czerwca 2025 tamże) – czeski operator filmowy.

## Życiorys
Vladimír Smutný urodził się 13 lipca 1942 roku w Pradze, jego ojciec był fotografem, a siostra Jitka Smutná aktorką. Po ukończeniu Akademii Sztuk Scenicznych w Pradze pracował jako fotograf reklamowy dla Tesli Holešovice i jako operator kamery w filmie Krátký Film Praha. Od 1974 roku pracował jako asystent operatora. Jego pierwsze projekty jako operatora miały miejsce w latach 80. XX wieku, kiedy współpracował głównie z reżyserami Jiřím Svobodą i Karelem Kachyňą. Od połowy lat 90. XX wieku przede wszystkim współpracował z reżyserami Janem Svěrákiem i Václavem Marhoulem. Od 1997 wykładał na Akademii Sztuk  Scenicznych w Pradze.
Był ośmiokrotnym zdobywcą Czeskiego Lwa za najlepsze zdjęcia. Był autorem zdjęć m.in. do filmu Kola (1996), nagrodzonego Oscarem dla najlepszego filmu nieanglojęzycznego.
28 października 2024 roku został odznaczony przez prezydenta Czech Petra Pavela Medalem Za Zasługi I stopnia za „zasługi dla kraju w dziedzinie sztuki”.
Zmarł 7 czerwca 2025 roku w wieku 82 lat w swoim domu w Pradze, w otoczeniu rodziny.